# Aaron Hughes
Aaron William Hughes (ur. 8 listopada 1979 w Cookstown) – północnoirlandzki piłkarz, który może grać zarówno na środku pomocy jak i w defensywie. Aktualnie gra dla Queens Park Rangers.

## Kariera klubowa

### Newcastle United
Urodził się w Cookstown, w hrabstwie Tyrone. Już od 17 roku życia był w pierwszej drużynie Newcastle United. Swój debiut w barwach ‘Srok’ zaliczył 26 listopada 1997 na Camp Nou w meczu z FC Barceloną. Z kolei jego debiut w lidze miał miejsce niedługo później w meczu z Sheffield Wednesday. To była jego adaptacja z prawdziwym futbolem gdyż miał dopiero 18 lat. Na dobre w drużynie Newcastle osiedlił się dopiero w sezonie 1999/2000 i był ważnym graczem tej drużyny aż do 2005 roku, kiedy to odszedł z klubu. Ogółem w tym klubie rozegrał 279 meczów i zdobył w nich 7 bramek.

### Aston Villa
20 maja 2005 Hughes został sprzedany do Aston Villi za milion funtów. Grał tam przez dwa sezony i w sumie wystąpił 54 razy w klubowych barwach.

### Fulham F.C.
27 czerwca 2007 Hughes podpisał kontrakt z drużyną Fulham. Przechodząc to stołecznego klubu powiedział : ”Jestem zachwycony, że podpisałem kontrakt z Fulham, teraz czekam jedynie na owocną pracę z Lawrie Sanchezem. Kiedy klub złożył mi ofertę, nawet się długo nie zastanawiałem, ponieważ wiem, iż byli zainteresowani moją osobą.”

### Queens Park Rangers
31 stycznia 2014 roku Hughes podpisał półroczny kontrakt z Queens Park Rangers.

## Reprezentacja
Hughes w narodowej drużynie zadebiutował 25 marca 1998 w meczu ze Słowacją, z kolei od 2002 roku jest kapitanem tej drużyny.